# Котяча акула Доусона
Котяча акула Доусона (Bythaelurus dawsoni) — акула з роду Bythaelurus родини Котячі акули. Інша назва «новозеландська котяча акула».

## Опис
Загальна довжина досягає 45 см. Голова відносно велика, зверху сплощена, округла. Морда коротка. Очі великі, горизонтально витягнуті, з мигальною перетинкою. За ними розташовані маленькі бризкальця. Ніздрі середнього розміру. Присутні носові клапани. Губні борозни середнього розміру. Рот широкий. Зуби дрібні, з багатьма верхівками, з яких центральна висока й зігнута, бокові — крихітні. У них 5 пар коротких зябрових щілин. Тулуб стрункий. Усі плавці округлої форми. Грудні плавці великі, широкі. Мають 2 маленьких спинних плавця, розташовані у хвостовій частині. Задній спинний плавець трохи більше за передній. Черевні плавці дещо більше спинних плавців. Анальний плавець трохи менше за задній плавець. Хвостовий плавець вузький, довгий, гетероцеркальний.
Забарвлення сіро-коричневе з подекуди блідими плямами на спині та з боків. Черево білуватого кольору.

## Спосіб життя
Тримається на глибинах від 50 до 790 м, зазвичай 300–700 м. Волі до мулистих та мулисто-піщаних ґрунтів. Полює на здобич біля дна. Живиться креветками, крабами, раками-відлюдниками, омарами, лангустами, головоногими та черевоногими молюсками, а також дрібною рибою і личинками морських тварин.
Статева зрілість у самців настає при розмірах 35-36 см, самиць — 37-38 см. Це яйцекладна акула. Самиця відкладає 2 яйця у твердій капсулі на дно. Народжені акуленята досягають 11 см.
Не є об'єктом промислового вилову, оскільки м'ясо має доволі низьку якість.

## Розповсюдження
Мешкає в акваторії поблизу Південного острова Нової Зеландії, біля плато Кемпбел.